# أرمورد كور: ناين بريكر
أرمورد كور: ناين بريكر، هي لعبة فيديو صدرت عام 2004، من تطوير ونشر فروم سوفتوير حصرياً لأجهزة بلاي ستيشن 2.